# Vasile Donca
 Vasile Donca  (n. 12 mai 1894, Amați – d. 1975, Satu-Mare) a fost un deputat în Marea Adunare Națională de la Alba Iulia, organismul legislativ reprezentativ al „tuturor românilor din Transilvania, Banat și Țara Ungurească”, cel care a adoptat hotărârea privind Unirea Transilvaniei cu România, la 1 decembrie 1918.:p. 273

## Biografie
Vasile Donca s-a născut în localitatea Amați, la 12 mai 1894.  A fost agricultor, iar după 1918 a devenit primar al comunei Amați. A decedat în anul 1975 la Satu-Mare.:p. 273

## Educație și studii
Vasile Donca a avut studii primare.:p. 273

## Activitate politică
A fost delegat al cercului electoral Cărășeu la Marea Adunare Națională de la Alba Iulia din 18 noiembrie/ 1 decembrie 1918.